# FREEDOM (HOME MADE 家族の曲)
「FREEDOM」（フリーダム）は、HOME MADE 家族の20枚目のシングルである。2011年6月1日に発売。

## 収録曲
1. FREEDOM
  - 『NARUTO -ナルト- 疾風伝』 エンディングテーマ
2. NO RAIN NO RAINBOW (Fickle Remix)
  - 14thシングル曲「NO RAIN NO RAINBOW」のリミックス。
3. FREEDOM (Instrumental)
  - 表題曲のインストゥルメンタル。
4. FREEDOM (NARUTO -ナルト- 疾風伝 Ending Ver.)
  - 表題曲のアニメエディット。

## 収録アルバム
- AKATSUKI (#1)
- 家宝 〜THE BEST OF HOME MADE 家族〜 (#1)